# غلوستر ميتيور
غلوستر ميتيور (بالإنجليزية: Gloster Meteor) هي طائرة مقاتلة بريطانية شاركت في الحرب العالمية الثانية ضد المحور النازية الألمانية والفاشية الإيطالية، شاركت الطائرة كذلك في الحرب الباردة وبالتحديد في الحرب الكورية.

## استعمال
الأرجنتين
 أستراليا
 بلجيكا
 البرازيل
 الدنمارك
 الإكوادور
 مصر
 فرنسا
 ألمانيا الغربية
 إسرائيل
 هولندا
 نيوزيلندا
 جنوب أفريقيا
 السويد
 سوريا
 المملكة المتحدة
 الولايات المتحدة

### استعمال الطائرة في المجال المدني
المملكة المتحدة

## وصلات خارجية
- Preserving the Gloster aviation heritage
- Temora Aviation Museum Meteor F 8 نسخة محفوظة 25 مايو 2007 على موقع واي باك مشين.
- Meteor flight
- Warbird Alley: Meteor
- Imperial War Museum Duxford: Meteor F 8
- Jewish Virtual Library: Meteor
- Vic Flintham (aviation historian): Meteor
- Jets 35: Trent engine
- 2 Sqn Association Meteor album
- Archival RAF film from 1948 on fighter tactics around bomber formations, in collaboration with the USAAF.
- Progress with Jet Propulsion Flight 1945
- "Attlee Here For Parley, 1945/11/13," Universal Newsreel, 1945